# 萧伟
萧伟（476年—533年5月7日），字文達，蕭順之第八子，母陳太妃，南平元襄王。

## 生平
幼年清警好学。南齐初任晋安镇北法曹行参軍。其兄蕭衍为雍州刺史，迎蕭偉及弟弟蕭憺到襄陽。蕭衍起兵，蕭偉为冠軍将軍，留守雍州州府襄阳，留行雍州开府事。蕭衍出师後，魏興郡太守裴師仁、齐興郡太守顔僧都不听萧衍命令，举兵襲擊雍州。蕭偉、蕭憺派軍在始平郡擊破裴師仁。
蕭衍包围建康，巴東郡太守蕭慧訓之子蕭璝和巴西郡太守魯休烈起兵逼近荊州。蕭穎冑派遣劉孝慶阻拦，被蕭璝所敗，蕭穎冑突然去世，荊州齐和帝政权陷入恐慌。蕭偉听从夏侯詳意見在雍州征兵，由蕭憺率军援救荊州。蕭憺到荊州，蕭璝降伏。蕭偉被和帝任命为使持節、都督雍梁南北秦四州郢州之竟陵郡司州之随郡諸軍事、寧蛮校尉、雍州刺史。加侍中、進镇北将軍。
天監元年（502年）、梁朝建国，蕭偉加散騎常侍之位、封建安郡王。4年（505年），转任都督南徐州諸軍事、南徐州刺史。5年（506年），召還建康，为撫軍将軍、丹陽尹。6年（507年）夏转任使持節、都督揚南徐二州諸軍事、右軍将軍、揚州刺史。未拜，进号中权将军。7年（508年），因病解任州职，改为侍中、中撫軍、知司徒事。9年（510年），转任護軍、石頭戍軍事。当年出为使持節、散騎常侍、都督江州諸軍事、镇南将軍、江州刺史。11年（512年），加開府儀同三司。12年（513年），召還为撫軍将軍，因病未授。13年（514年），为左光禄大夫。17年（518年）三月，改封南平郡王。普通5年（524年），進镇衛大将軍。中大通元年（529年），本官兼太子太傅。4年（532年），转任中書令、大司馬。
5年（533年）三月丙辰日，蕭偉去世，享年58岁。追贈侍中、太宰，谥号元襄。

## 家庭

### 子
- 蕭恪，南梁扬州刺史、南平靖节王
- 蕭恭，南梁持节、仁威将军、宁蛮校尉、雍州刺史、衡山僖侯
- 蕭虔
- 蕭祗，北齐右光禄大夫、兼领国子祭酒

## 延伸阅读
[在维基数据编辑]
 《梁書·卷22》，出自姚思廉《梁書》
 《南史·卷52》，出自李延壽《南史》

## 资料来源
- 《梁书》卷22 列传第16
- 《南史》卷52 列传第42

1. ↑  《南齊書·和帝紀》
2. ↑  《梁書校勘記》卷二：三月甲申老人星見丙申改封建安王偉為南平王　是年三月丙辰朔，無丙申。「丙申」，建康實錄作「丙寅」。但甲申又不應在丙寅前。
3. ↑  《資治通鑑·卷一百五十六》：丙辰，南平元襄王偉卒。